# Jan Železný
Jan Železný  (Mladá Boleslav, 16 giugno 1966) è un ex giavellottista e allenatore di atletica leggera ceco.
È stato il dominatore del lancio del giavellotto negli anni 1990 e primi anni 2000, ed è considerato il più grande giavellottista di tutti i tempi. Pluricampione olimpico e mondiale, in carriera ha stabilito cinque record mondiali e tuttora è il primatista mondiale del giavellotto con 98,48 metri. La media dei suoi migliori cento lanci supera i 90 metri.

## Biografia
Ebbe come primo allenatore il padre Jaroslav, anche lui giavellottista, come la madre Jana. Nel 1987, ventenne, ottenne la prima medaglia mondiale, il bronzo ai Mondiali di Roma. L'anno dopo ai Giochi olimpici di Seul conquistò la medaglia d'argento.
Nel giro di pochi anni Jan Železný diventò il più forte giavellottista in attività, e, nonostante i gravi infortuni fisici, rimase al vertice per un decennio. Secondo le statistiche della World Athletics, dal 1991 al 2001 ottenne 106 vittorie su 135 gare, scagliando il giavellotto oltre i 90 metri per 34 volte. Migliorò il record mondiale per cinque volte, fino alla misura di 98,48 metri ottenuta il 25 maggio 1996 all'Ernst-Abbe-Sportfeld di Jena, e a tutt'oggi imbattuta.
In quel decennio Železný vinse tre ori olimpici consecutivi, unico giavellottista della storia a compiere tale impresa. Fu campione olimpico a Barcellona 1992, Atlanta 1996 e Sydney 2000. A Sydney stabilì anche il record olimpico con 90,17 m.
Tre furono anche i titoli mondiali: a Stoccarda nel 1993, a Göteborg nel 1995 e a Edmonton nel 2001; nel 1997 ad Atene fu nono, unico piazzamento fuori dal podio iridato nel decennio al vertice, mentre a Siviglia nel 1999, al rientro da un grave infortunio, arrivò alla medaglia di bronzo.
Železný dominò anche il circuito dei meeting del Grand Prix. Vinse per quattro volte la classifica del lancio del giavellotto (1993, 1995, 1997, 2001), e per tre volte fu secondo nella classifica generale. Nel 2000 fu eletto atleta mondiale dell'anno dalla IAAF.
Železný ha continuato a gareggiare anche dopo il 2001, con risultati meno eclatanti, secondo la naturale parabola discendente di un atleta maturo, ma rimanendo comunque tra gli atleti di vertice nella specialità a livello mondiale. Ha partecipato ai Mondiali 2003 (quarto) e ai Giochi olimpici di Atene 2004 (nono). Nel 2005, assente ai Mondiali di Helsinki, è arrivato quarto alla World Athletics Final nel Principato di Monaco.
Oltre all'attività agonistica, Železný è membro del Comitato Olimpico Internazionale. Nel 2004 è stato votato come membro della commissione atleti, di cui aveva già fatto parte dal 1996 al 2001. Dal 2005 fa parte anche della commissione "sport per tutti". Si è ritirato in seguito alla World Athletics Final di Stoccarda del 2006.

## Record nazionali
Seniores
- Lancio del giavellotto: 98,48 m ( Jena, 25 maggio 1996)

Master M35
- Lancio del giavellotto: 92,80 m ( Edmonton, 12 agosto 2001)

Master M40
- Lancio del giavellotto: 85,92 m ( Göteborg, 9 agosto 2006)

## Progressione

### Lancio del giavellotto
| Stagione | Misura  | Luogo        | Data      | Rank. Mond. |
| -------- | ------- | ------------ | --------- | ----------- |
| 2006     | 86,07 m | Doha         | 12-5-2006 | 6º          |
| 2005     | 83,98 m | Monaco       | 10-9-2005 | 12º         |
| 2004     | 86,12 m | Ostrava      | 8-6-2004  | 9º          |
| 2003     | 89,06 m | Saint-Denis  | 4-7-2003  | 2º          |
| 2002     | 87,77 m | Sheffield    | 30-6-2002 | 5º          |
| 2001     | 92,80 m | Edmonton     | 12-8-2001 | 1º          |
| 2000     | 90,59 m | Pretoria     | 24-3-2000 |             |
| 1999     | 89,06 m | Saint-Denis  | 21-7-1999 |             |
| 1997     | 94,02 m | Stellenbosch | 26-3-1997 |             |
| 1996     | 98,48 m | Jena         | 25-5-1996 | 1º          |
| 1995     | 92,28 m | Monaco       | 9-9-1995  |             |
| 1994     | 91,82 m | Sheffield    | 4-9-1994  |             |
| 1993     | 95,66 m | Sheffield    | 29-8-1993 |             |
| 1992     | 90,18 m | Tokyo        | 19-9-1992 |             |
| 1991     | 82,86 m | Nizza        | 15-7-1991 |             |
| 1990     | 86,52 m | Nizza        | 10-7-1990 |             |
| 1989     | 84,74 m | Bratislava   | 14-6-1989 |             |
| 1988     | 86,88 m | Leverkusen   | 28-6-1988 |             |
| 1987     | 87,66 m | Nitra        | 31-5-1987 |             |
| 1986     | 82,48 m | Praga        | 17-8-1986 |             |

## Palmarès
| Anno                                   | Manifestazione   | Sede        | Evento                 | Risultato | Prestazione | Note            |
| -------------------------------------- | ---------------- | ----------- | ---------------------- | --------- | ----------- | --------------- |
| In rappresentanza della Cecoslovacchia |                  |             |                        |           |             |                 |
| 1983                                   | Europei juniores | Schwechat   | Lancio del giavellotto | 6º        | 71,26 m     |                 |
| 1985                                   | Europei juniores | Cottbus     | Lancio del giavellotto | 4º        | 75,10 m     |                 |
| 1987                                   | Mondiali         | Roma        | Lancio del giavellotto | Bronzo    | 82,20 m     |                 |
| 1988                                   | Giochi olimpici  | Seul        | Lancio del giavellotto | Argento   | 84,12 m     |                 |
| 1992                                   | Giochi olimpici  | Barcellona  | Lancio del giavellotto | Oro       | 89,66 m     |                 |
| In rappresentanza della Rep. Ceca      |                  |             |                        |           |             |                 |
| 1993                                   | Mondiali         | Stoccarda   | Lancio del giavellotto | Oro       | 85,98 m     |                 |
| 1994                                   | Europei          | Helsinki    | Lancio del giavellotto | Bronzo    | 82,58 m     |                 |
| 1995                                   | Mondiali         | Göteborg    | Lancio del giavellotto | Oro       | 89,58 m     |                 |
| 1996                                   | Giochi olimpici  | Atlanta     | Lancio del giavellotto | Oro       | 88,16 m     |                 |
| 1997                                   | Mondiali         | Atene       | Lancio del giavellotto | 9º        | 82,04 m     |                 |
| 1999                                   | Mondiali         | Siviglia    | Lancio del giavellotto | Bronzo    | 87,67 m     |                 |
| 2000                                   | Giochi olimpici  | Sydney      | Lancio del giavellotto | Oro       | 90,17 m     | Record olimpico |
| 2001                                   | Mondiali         | Edmonton    | Lancio del giavellotto | Oro       | 92,80 m     |                 |
| 2002                                   | Europei          | Monaco      | Lancio del giavellotto | Finale    | nm          |                 |
| 2003                                   | Mondiali         | Saint-Denis | Lancio del giavellotto | 4º        | 84,09 m     |                 |
| 2004                                   | Giochi olimpici  | Atene       | Lancio del giavellotto | 9º        | 80,59 m     |                 |
| 2006                                   | Europei          | Göteborg    | Lancio del giavellotto | Bronzo    | 85,92 m     |                 |

## Riconoscimenti
- Atleta mondiale dell'anno (2000)
- Atleta europeo dell'anno (1996, 2000)